# Max Liebke
Max Liebke (Hamburg, 12 februari 1892 - 1947) was een Duits entomoloog.
Max Liebke werd geboren in Hamburg, Duitsland in 1892. Als entomoloog waren de kevers (Coleoptera) zijn onderzoeksgebied en hij was  gespecialiseerd in de groep van de loopkevers (Carabidae). Hij publiceerde een serie werken met de titel Laufkäfer-Studien in het vakblad  Entomologischer Anzeiger en beschreef daarin honderden van deze keversoorten, nieuw voor de wetenschap.    
Zijn grootste verzameling Carabidae wordt bewaard in het Zoologisches Museum Hamburg en een ander gedeelte, van voornamelijk Amerikaanse 
loopkevers, bevindt zich in het Institut für Zoologie der Polnischen Akademie der Wissenschaften in Warschau.
- Gemeinsame Normdatei: 1238099688
- Système universitaire de documentation: 19594058X
- Virtual International Authority File: 2166148122892495200007
- WorldCat: E39PBJktmWXh4VTQhBWj7HXmVC